# Чаглава
Чаглава (рос. Чаглава) — присілок в Кстовському районі Нижньогородської області Російської Федерації.
Населення становить 86 осіб. Входить до складу муніципального утворення Большемокринська сільрада.

## Історія
Від 2009 року входить до складу муніципального утворення Большемокринська сільрада.

## Населення
| 2002 | 2010 |
| ---- | ---- |
| 85   | ↗86  |